# Armand Augustin de Caulaincourt

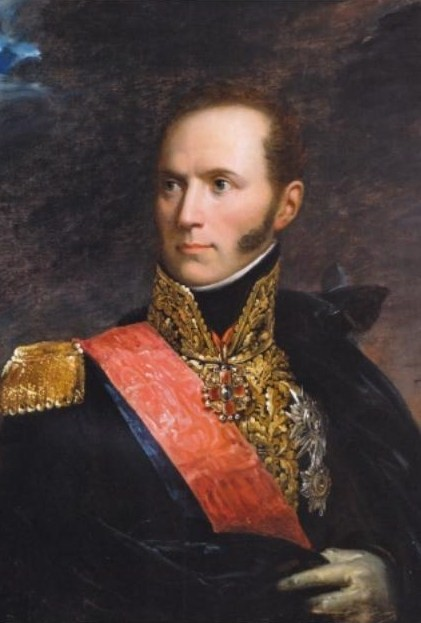
Portret van Caulaincourt.

Armand Augustin Louis de Caulaincourt, 5de markies (markgraaf) van Caulaincourt, 1ste hertog van Vicenza, (Caulaincourt, 9 december 1773 - Parijs, 19 februari 1827), was een Franse generaal, diplomaat, opperstalmeester (grand écuyer de France) en minister van Buitenlandse Zaken tijdens de napoleontische periode. Hij is een bekende intimus van de Franse keizer Napoleon Bonaparte.

## Biografie

### Aanvang militaire carrière
Armand de Caulaincourt was de oudste zoon van Louis Gabriel de Caulaincourt (markies van Caulaincourt), een edelman en kolonel in het koninklijke leger bij het Pérone-regiment. Zijn moeder was Marie Joséphine Augustine de Barandier de la Chaussée d'Eu. Als vijftienjarige soldaat steeg hij al snel door de lagere rangen en werd in 1792, bij het uitbreken van de oorlog, kapitein.

### Vleugeladjudant - diplomatieke missies
Omdat zijn adellijke achtergrond hem verdacht maakte in de ogen van de revolutionaire regering, meldde Caulaincourt zich in juni 1792 als eenvoudige soldaat bij de Parijse Nationale Garde. Nadat hij vrij snel zijn kapiteinsrang had teruggekregen, werd hij aide de camp (vleugeladjudant) van generaal Aubert-Dubayet in het Franse Leger van het Westen en vergezelde hem op diens missies naar Venetië en vervolgens naar Constantinopel (maart 1796). Van Aubert-Dubayet leerde Caulaincourt de knepen van het vak diplomatie. Het kwam later echter tot een breuk tussen de leraar en leerling.
Terug in Frankrijk in juni 1797 werd hij aide de camp voor zijn oom, generaal d'Harville, later brigadecommandant (juli 1799) en streed mee tijdens het conflict om de Rijn. Op vijfentwintigjarige leeftijd was hij kolonel van het 2de regiment karabiniers, een elite-eenheid van de Franse ruiterij. Caulaincourt liep een verwonding op nabij Weinheim, maar wist zich later te onderscheiden onder generaal Jean Victor Moreau tijdens de Slag bij Hohenlinden.
Caulanincourt sprak vloeiend meerdere talen, waaronder Russisch. Na de ondertekening van een vredesverdrag tussen Frankrijk en Rusland op 9 oktober 1801, vroeg Frans diplomaat Charles-Maurice de Talleyrand hem een persoonlijke brief van Napoleon Bonaparte aan de nieuw gekroonde tsaar Alexander I van Rusland te overhandigen. Caulaincourt bleef zes maanden in Sint-Petersburg, zonder enige specifieke missie, echter wel om voorbereidingen te treffen om nauwere diplomatieke betrekkingen met Rusland aan te knopen in het belang van Frankrijk en om te peilen hoe groot de Britse invloed was aan het hof van de tsaar.
In april 1802 keerde hij terug naar Parijs en werd al snel gepromoveerd tot aide de camp van eerste consul Napoleon Bonaparte en inspecteur-generaal van de consulaire stallen (augustus 1802). Een jaar later was Caulaincourt gepromoveerd tot brigadegeneraal.
Het 112de demi-brigade van infanterie, opgericht bij decreet van 16 Germinal jaar XI, werd gevormd te Brussel op 24 september 1803 door Caulaincourt. Hij hield zich vooral bezig met de aanwerving van officieren: er werd hem speciaal aanbevolen om "officieren van verdienste te selecteren, die voldoende invloed hebben in het land om de aanwerving van het korps te kunnen vergemakkelijken".

### Rol bij de zaak van de hertog van Enghien

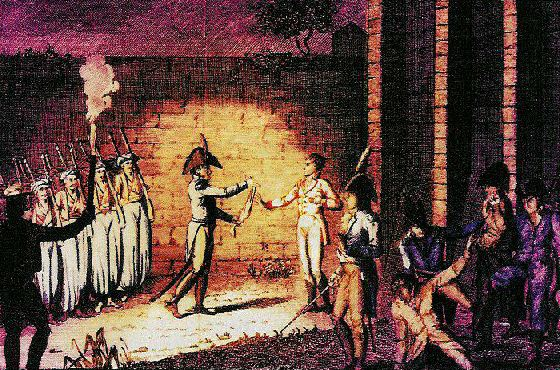
Henri de Bourbon voor het vuurpeloton.

In het kader van zijn functie werd Caulaincourt belast met verschillende missies. Hij bevond zich in maart 1804 te Straatsburg toen Louis Antoine Henri de Bourbon-Condé, de hertog van Enghien, werd gearresteerd. De generaal nam niet deel aan het complot van Napoleon om de Franse hertog te ontvoeren en was pas enkele dagen na de uitvoering van diens executie er volledig van op de hoogte. Caulaincourt, die zelf van aristocratische afkomst was, was gechoqueerd door deze terechtstelling.
De rol van Caulaincourt in de affaire was tweevoudig van aard. Enerzijds had hij de opdracht een brief te overhandigen van meesterintrigant Talleyrand aan de baron van Edelsheim, minister van State te Karlsruhe. Het document moest verklaren waarom een neutraal gebied door Franse troepen werd binnengevallen "om een misdaad te plegen, die van nature alle medeplichtigen buiten de wet zou moeten stellen". Het is duidelijk dat de brief bedoeld was anderen te treffen en Talleyrands rol in de affaire moest minimaliseren. Anderzijds moest Caulaincourt met patrouilles émigrés (Franse politieke/koningsgezinde vluchtelingen) arresteren en ze eveneens naar Straatsburg vervoeren.
Zijn hele leven lang, zelfs tot in zijn testament toe, zou Caulaincourt zich verdedigen tegen de beschuldigingen van deelname aan de arrestatie en de executie van de hertog van Enghien. Hoewel hij het duidelijkste bewijs leverde dat dit niet het geval was (generaal Michel Ordener voerde namelijk de missie uit en generaal Savary voerde het executiepeloton aan), was de Russische tsaar Alexander zelf wiens hof aan Savary, hertog van Rovigo, om dezelfde reden zo'n slecht ontvangst had gegeven maar hoffelijk was met Caulaincourt, het ermee eens maar er werden geen concrete acties ondernomen. De laster is nog steeds levend en wel tot de dag van vandaag, zoals in veel van Caulaincourts biografieën wordt aangegeven. Recente werken nuanceren de rol van Caulaincourt aanzienlijk.

### Opperstalmeester - diplomaat aan het Russische hof
Met de vorming van het Eerste Franse Keizerrijk werd Caulaincourt verheven tot opperstalmeester (grand écuyer de France) maar Napoleon bleef hem, net als in de voorbije jaren, inzetten voor missies ver buiten de grenzen van zijn feitelijke functies. De Franse keizer waardeerde Caulaincourt voor zijn sterke geest, orde, ijver, zorgvuldigheid en paraatheid.
Naast het beheer van de keizerlijke stallen was Caulaincourt met name verantwoordelijk voor de agenda van de keizer, de organisatie van zijn reizen en persoonlijke veiligheid tijdens verplaatsingen. Verder hield de opperstalmeester ook toezicht over de opleiding van de pages die waren toegewezen aan de dienst van de keizer, een instelling die onder het ancien régime in Versailles was opgericht en door Napoleon nieuw leven was ingeblazen, maar dan gekoppeld met een militaire opleiding (naast dienstplichtigheid en "goede" omgangsvormen).
In zijn verschillende functies onderscheidde de opperstalmeester zich al snel door zijn zorg voor de kleinste details. Tijdens de voorbereiding van de keizerskroning van Napoleon hield Caulaincourt toezicht over de voorbereidingen van de rijtuigen en de bouw of restauratie van de gebruikte wagens. Op 2 december voerde hij het bevel over de vier eskadrons dragonders die de pauselijke processie tussen het paleis van de Tuilerieën en de kathedraal van Notre-Dame openden.
Caulaincourt droeg zeer veel zorg voor de paarden die functioneerden tijdens de reizen en militaire campagnes van de Franse keizer. Napoleon was berucht ruw te zijn wanneer hij zich met de rijdieren verplaatste. Als de keizer dan bijvoorbeeld zich in een koets bevond en hij de koetsier aanmaande de dieren snelheid te laten maken, zou de opperstalmeester al leunend uit de wagen de bestuurder alsnog erop wijzen de orders van Napoleon te negeren om de paarden te sparen. Het getuigt van een zekere onafhankelijkheid in de persoonlijkheid van Caulaincourt tegenover de Franse heerser, wat Napoleon desondanks maar van enkelingen uit zijn entourage wist te appreciëren.
In 1805 werd Caulaincourt benoemd tot divisiegeneraal en Grand Aigle van het Legioen van Eer. De opperstalmeester bevond zich steeds in de nabije omgeving van zijn keizer, zoals onder meer bij de veldslagen van Austerlitz, Jena en Friedland. In juni 1807, vergezelde hij Napoléon in Tilsit, maar hij nam niet deel aan de Frans-Russische onderhandelingen, die zouden leiden tot het vredesverdrag van 7 juli, dat tot doel had om de diplomatieke relaties tussen de twee landen te herstellen.
Napoleon duidde hem vervolgens aan tot Frans ambassadeur aan het Russische hof in november 1807, nadat Caulaicourt de voorgaande twee jaar in de generale staf van de Grande Armée had gewerkt. De Franse ambassade in Rusland werd vanaf dit moment beschouwd als de belangrijkste ambassade in Europa, zowel wat betreft de toegekende financiële middelen als de omvang van haar personeel.
Hij verkreeg de hertogstitel van Vicenza in 1808 om zijn prestige bij de Russische regering te vergroten. Hij genoot ook van naambekendheid in andere Europese hoven en verkreeg voor bewezen diensten verschillende kentekens van (militaire) ridderorders uit bijvoorbeeld Beieren, Saksen en Baden. De opperstalmeester bleef in functie tot 1811 en verwierf het vertrouwen van tsaar Alexander, maar verloor stilaan de goede verstandhouding met zijn keizer op het thuisfront. Napoleon zou vanaf 1809 niet meer rechtstreeks met Caulaincourt corresponderen. Na de terugkeer van de hertog uit Rusland ontbrak het bij Napoleon aan hartelijkheid. Caulaincourts woorden van advies - zachtmoedig, flexibel, verzoenend tegenover Rusland - werden als onaangenaam ervaren in de oren van de Franse heerser. Caulaincourt werd verzocht om voortaan enkel zijn functie als opperstalmeester te vervullen.

### Campagne van 1812

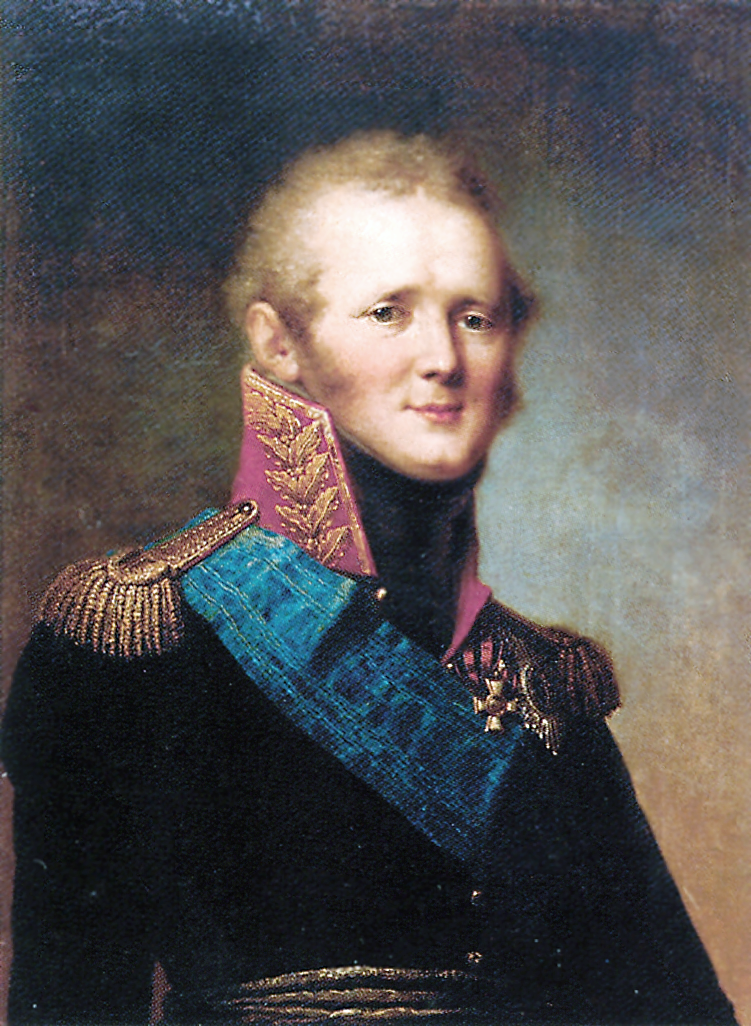
Tsaar Alexander I, een beslissende figuur in het leven van Caulaincourt.

Het jaar daarop keerde Caulaincourt terug naar Rusland, ditmaal als een vijand. De opperstalmeester was belast met het onderhoud van de paarden van de keizer en zijn naasten, en hij had de leiding over een aanzienlijk aantal verzendingsruiters (estafettes) en bedienden (stalknechten, dierenartsen,...). Caulaincourt reed aan de linkerzijde van de keizer en was bereid om zijn paard aan hem door te geven voor het geval dat er behoefte aan was.
Tijdens de militaire campagne bleef de opperstalmeester zijn ongenoegen uiten tegenover Napoleon en adviseerde de keizer en zijn medewerkers te onderhandelen met tsaar Alexander. Die diplomatieke rol werd vervuld door Law de Lauriston, maar de gesprekken zouden tot niets leiden (meestal werden Franse gezanten niet eens ontvangen).
Wanneer de Slag bij Borodino in een beslissende fase ontwikkelde vernam Caulaincourt dat zijn jongere broer, generaal Auguste Jean-Gabriel de Caulaincourt, was omgekomen in een poging de Rajevski-redoute te veroveren met de Franse ruiterij (kurassiers).
Tijdens de Franse bezetting van Moskou die daarop volgde, waarschuwde Caulaincourt de keizer herhaaldelijk voor de gevaren van een overwintering in Rusland. De keizer wilde hem naar Sint-Petersburg sturen om te onderhandelen over een wapenstilstand, maar Caulaincourt weigerde dat, omdat de tsaar niet met de Fransen zou onderhandelen over vredesvoorwaarden terwijl ze nog in Moskou verbleven. Tijdens de daaropvolgende Franse terugtocht uit Moskou merkte Caulaincourt de desintegratie van la Grande Armée op en smeekte Napoleon om rechtstreeks naar Frankrijk terug te keren om de politieke situatie in Europa te stabiliseren.
De hertog van Vicenza bracht tien dagen lang door oog in oog met zijn keizer, in een slede, toen deze het leger verliet op 5 december 1812 en zich naar Parijs haastte in de nasleep van de poging tot staatsgreep van de ontsnapte generaal Claude Malet. Napoleons confidenties aan Caulaincourt werden getranscribeerd en vormden de basis van zijn memoires.
De Franse keizer en de opperstalmeester hadden tijdens de terugtocht beslist dat Napoleon de identiteit van Caulaincourt zou aannemen mochten ze in vijandige handen vallen. In de Duitse gebieden kwam het zelfs tot een confrontatie aan een wisselpost van paarden, waar Caulaincourt een potentieel gevaar had opgemerkt en hij hiervoor de obstruerende eigenaar dreigde te doorboren met zijn sabel.

### 1813 - 1814 - zelfmoordpoging van Napoleon

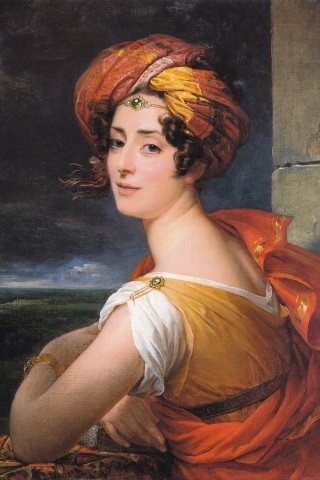
Madame de Canisy, de vrouw van Caulaincourt.

In 1813 werd hij benoemd tot senator. Na de dood van Géraud Michel Duroc trad hij even op als Grootmaarschalk van het Paleis, en vervolgens verving Caulaincourt minister-staatssecretaris Hugues Maret op het Ministerie van Buitenlandse Zaken. In de onderhandelingen waaraan hij deelnam, de Pleiswitz conferentie en vervolgens het Congres van Praag, boekten de vriendschappen die in Russische diplomatieke kringen werden gesmeed Caulaincourt enig succes en in november werd de hertog Minister van Buitenlandse Zaken.
Het jaar 1814 overhandigde hij, na te hebben deelgenomen aan het Congres van Châtillon dat uiteindelijk niet succesvol was, samen met maarschalken Michel Ney en Étienne Macdonald de troonsafstandsverklaring van Napoleon (4 april) tot bij de tsaar en pleitte Caulaincourt, zonder succes en grotendeels verstoord door de politieke machinaties van Joseph Fouché, voor de zaak om Napoleon II de keizerstroon te laten bestijgen.
In de nasleep van Napoleons troonsafstand en de conclusie van het Verdrag van Fontainebleau had Caulaincourt nog lange gesprekken met zijn keizer. Zo vertrouwde de Franse heerser hem toe: 

Ik heb te lang geleefd... Arme Frankrijk... Ik wil haar niet onteerd zien... Een beetje meer energie, een paar maanden meer lijden, en ze zou over al haar vijanden hebben gezegevierd... Als ik aan haar situatie denk, aan de vernedering die buitenlanders haar opleggen, is het leven ondraaglijk voor mij.

Hoewel hij met Caulaincourt en Macdonald zou dineren, ging Napoleon voor het eten naar bed en zei dat hij zich niet lekker voelde. Napoleons kamerheer had de voorzorg genomen om het buskruit uit zijn pistolen te verwijderen. Enige tijd na middernacht riep Napoleon de dienstdoende bediende, een man met de naam Hubert, en vroeg om zijn kamerjas.
Toen Caulaincourt rond 3 uur 's nachts aankwam, vroeg Napoleon hem een brief af te leveren die hij net aan zijn vrouw Marie Louise had geschreven. Hij voorzag dat de keizerin en zijn zoon van hem gescheiden zouden worden, dat er allerlei vernederingen voor hem in het verschiet lagen, dat iemand zou proberen hem te vermoorden en dat het leven op Elba somber zou zijn. Hij kon zich niet neerleggen bij het feit dat hij aan de genade van de geallieerden was overgeleverd. De Franse keizer vertelde Caulaincourt dat hij wat opium had ingenomen gemengd met een beetje water. Hij zei dat hij een afkeer had van andere middelen om te sterven of om zich van het leven te beroven.
Caulaincourt verzocht de assistentie van dokter Alexandre Yvan, die het gif voor Napoleon had geprepareerd tijdens de Russische campagne van 1812. Ofwel omdat Yvan een braakmiddel toediende, ofwel uit eigen beweging, begon Napoleon alles wat hij had ingeslikt over te geven in een reeks heftige spasmes. Tegen 7 uur 's morgens was zijn kwelling afgenomen. De aanwezigen vermoedden dat Napoleon de zelfmoordpoging had overleefd omdat het gif oud was en zijn werkingskracht had verloren. Anderen stelden dat Napoleon gewoon een overdosis opium nam, niet met de bedoeling zichzelf te doden, maar om hem te helpen slapen.
Vanaf zijn eerste contact met de teruggekeerde Bourbondynastie, aan wiens regering Caulaincourt zich niettemin schaarde, dook de kwestie van zijn veronderstelde deelname aan de executie van hun familielid, de hertog van Enghien, weer op. De graaf van Artois nam in de zaak vooral het voortouw. Hoewel de Russische tsaar probeerde de zaak te bepleiten, werd een gewelddadige politieke campagne tegen Caulaincourt ontketend en kreeg de opperstalmeester verschillende tegenslagen te verduren: hij werd een plaats in de koninklijke adelstand geweigerd en een deel van zijn pensioen werd hem afgenomen.
Op 24 mei 1814 kon hij eindelijk trouwen met zijn maîtresse Adrienne de Carbonnel de Canisy. Adrienne was gehuwd en had geprobeerd te scheiden, maar Napoleon had zich hier steeds tegen verzet, omdat hij geen gescheiden vrouwen aan zijn hof wilde. Een eerste kind, Adrien, werd geboren op 13 februari 1814.

### Het "verraad" van Caulaincourt?

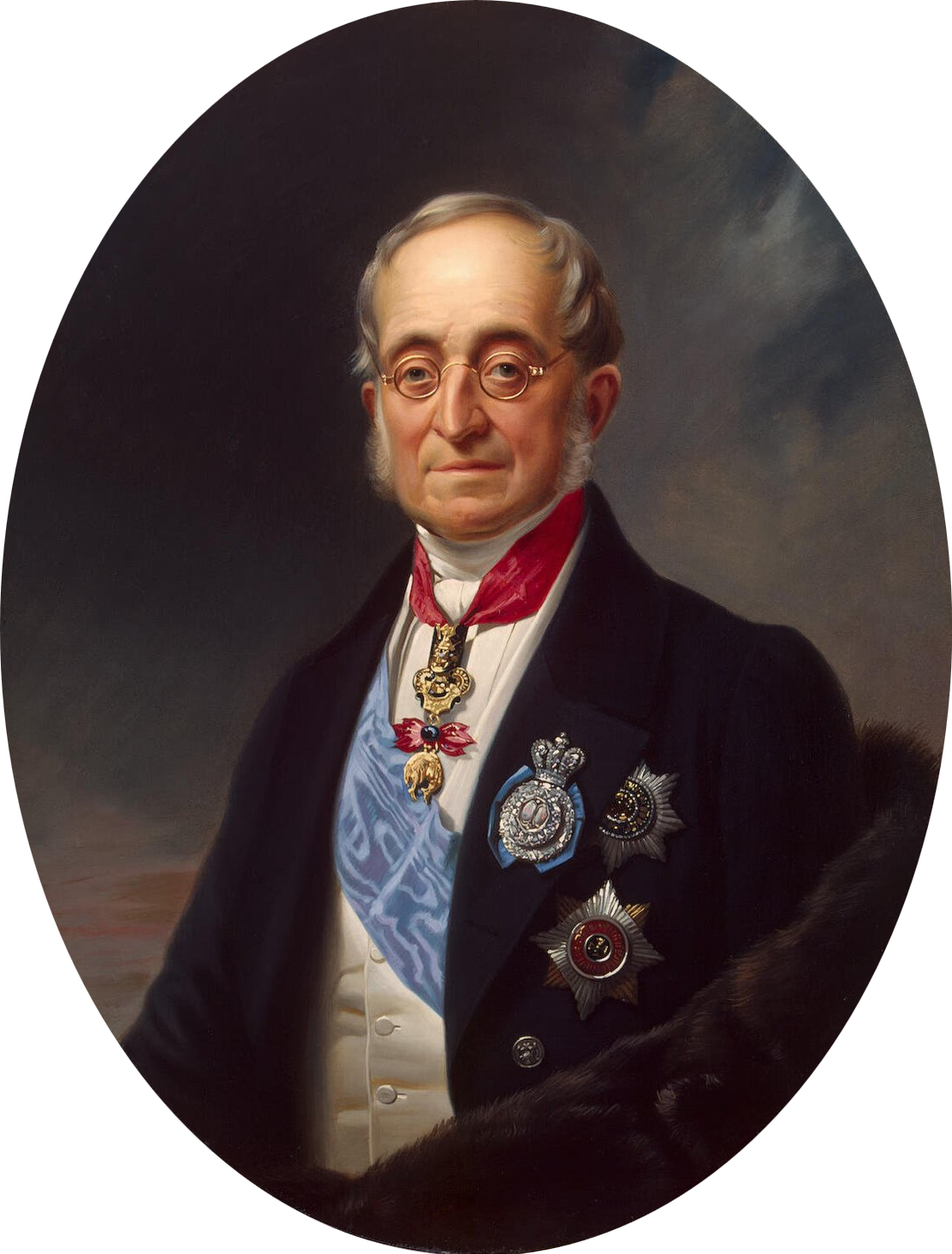
Karl von Nesselrode.

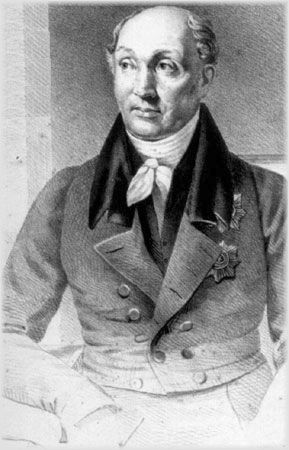
Michail Speranski.

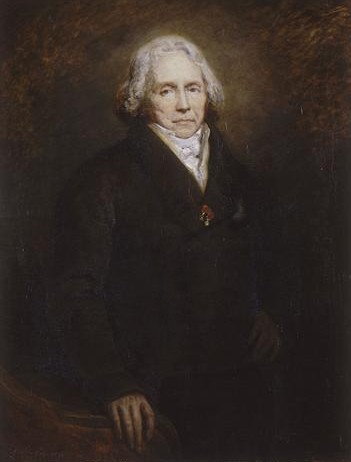
Charles-Maurice de Talleyrand.

Toen Napoleon in juni 1811 zijn ambassadeur Caulaincourt naar Parijs liet terugkeren, verweet de keizer met klem dat de hertog in de kaart van tsaar Alexander had gespeeld om vrede met Rusland te bewerkstelligen en te blijven beweren dat een militaire operatie in Rusland rampzalige gevolgen zou hebben. Tijdens deze periode van schande, die duurde tot het begin van de Russische campagne in juni 1812, onderhield Caulaincourt betrekkingen met zijn Russische vrienden, met name de diplomaat Karl Robert von Nesselrode, die toen Russisch ambassadeadviseur in Parijs was op dat moment.
Deze laatste correspondeerde in het geheim met graaf Michail Michailovitsj Speranski, een goede vriend van de tsaar, en vermeldde bij verschillende gelegenheden diens nauwe banden met Talleyrand, de man die bereid was zijn diensten aan te bieden aan Rusland in ruil voor geld, en met Caulaincourt, die zich "zeer goed gedroeg en op zo'n manier dat hij de achting en het vertrouwen dat de tsaar voor hem had, kon rechtvaardigen". Het was op basis van deze uitwisselingen dat (Franse) historici, in de eerste plaats Frédéric Masson en Antoine de Tarlé, de hertog van Vicenza beschuldigden van verraad tegen het napoleontische regime. In het bijzonder verdenken ze hem van het spelen van een politiek dubbelspel en het onthullen van informatie aan de Russen. Jean Hanoteau, die in 1933 de memoires van Caulaincourt heeft uitgegeven, heeft daarentegen op basis van de code-ontcijferingstabel die Nesselrode in zijn brieven heeft gebruikt, aangetoond dat "Caulaincourt dus, verre van vitale militaire informatie te onthullen, zich heeft beperkt tot het bevragen om een vast benoemde onderhandelaar naar Parijs te sturen die bereid was om over alles te negotiëren, in de hoop toch een vrede te bewaren waarin niemand meer geloofde".
Een andere beschuldiging van verraad heeft betrekking op zijn houding tijdens de onderhandelingen over de wapenstilstand van Pleiswitz in 1813. Daar onderhield de opperstalmeester verschillende privé-interviews met de Russische vertegenwoordiger Pavel Shuvalov waarin zijn uitspraken dubbelzinnig waren: Caulaincourt bracht niet alleen het idee van een aparte vrede met Rusland naar voren, in overeenstemming met de instructies van Napoleon, maar was defaitistisch over de zwakke staat van het Franse leger en drong er bij de Russische bevelhebbers op aan om van de penibele situatie gebruik te maken voordat de Franse keizer versterkingen kon verkrijgen. Het falen van het Franse leger leek Caulaincourt de enige mogelijkheid om zo snel mogelijk tot een vredesakkoord te komen. In zijn correspondentie met de Russische tsaar getuigt Shuvalov van zijn verbijstering over de eigenzinnige houding van Caulaincourt en zijn uitspraken. Shuvalov vroeg zich af of Caulaincourt oprecht was in zijn verlangen naar vrede, of dat zijn stellingen voortkwamen uit een diplomatieke manoeuvre van Napoleon, die ijverde dat de Russen in actie kwamen vooraleer de Oostenrijkse troepen hun operaties begonnen, waardoor de coalitie die tegenover Frankrijk stond kon worden gesaboteerd.
Tsaar Alexander, die liever geen risico's nam, koos ervoor om geen belang te hechten aan de onthullingen van Caulaincourt en verzekerde zich via correspondentie met Nesselrode van de onafgebroken Russische steun aan hun Oostenrijkse bondgenoten. Hoewel ze uiteindelijk geen invloed hadden op het verloop van de oorlog, hadden de insinuaties van Caulaincourt aan Shuvalov tijdens hun interviews echter tot gevolg dat de beschuldigingen van verraad tegen de opperstalmeester werden aangewakkerd, zoals dit oordeel van archivaris Paul Bailleu laat merken: "Was het sluw of openhartig? Mijns inziens,... ben ik bereid te geloven dat dit nieuw... bewijs is van de samenzwering voor de vrede die we al vroeg zien ontstaan rondom keizer Napoleon".
Het feit dat Caulaincourt echter zijn gesprekken met Shuvalov in zijn correspondentie probeerde te verbergen, bewijst dat de hertog de grenzen van de door zijn keizer aan hem toevertrouwde missie had overschreden. Het blijkt ook dat de onthullingen van Caulaincourt vaak illusoir zijn: de cijfers die hij geeft voor de verschillende vijandige legerkorpsen zijn onnauwkeurig, idem dito met de Franse eenheden die hij als geïsoleerd presenteert die echter in de dagen voorafgaand aan de onderhandelingen voor het grootste deel belangrijke successen hadden geboekt tegen de Russische en Pruisische troepen. Dit is de reden waarom Jean Hanoteau het verraad van Caulaincourt niet onderschrijft, vooral omdat het enige bewijs van zijn dubbelzinnige houding berust op de dubieuze correspondentie van Shuvalov met de tsaar.
Terwijl historici op hun beurt proberen Caulaincourt te beschuldigen of vrij te pleiten, zijn ze het allemaal eens over de aard van zijn beweegredenen. Ze verwerpen de stelling van persoonlijke verrijking, evenals de wens om zijn politieke toekomst veilig te stellen, zo sterk was zijn gehechtheid aan de persoon van de keizer Napoleon tot het einde van het regime. In feite verdedigde Caulaincourt gedurende zijn hele diplomatieke carrière de "partij van de vrede", de omvattende titel van persoonlijkheden die zich tegen de hegemoniale ambities van Napoleon probeerden te verzetten bijeenbracht.
In de overtuiging dat alleen de vrede en het machtsevenwicht in Europa de Franse macht en de verworvenheden van Napoleon konden behouden tegen een terugkeer van de Bourbons (het Franse koninkrijk) of tegen revolutionaire onrust die hen in gevaar zou brengen, kon Caulaincourt de keizer proberen te overtuigen door hem te dwingen vrede te sluiten. De Franse historicus en Caulaincourt expert Olivier Varlan stelt dat de hertog van Vicenza met zijn acties de ware belangen van Napoleon wilde verdedigen en het keizerlijke regime wilde vrijwaren van een complete ondergang. Op het Congres van Praag vertrouwde Caulaincourt de Oostenrijkse staatsman en topdiplomaat Klemens von Metternich bijvoorbeeld toe: "U ziet in mij niet de vertegenwoordiger van de grillen van de keizer, maar van zijn ware belang en dat van Frankrijk. Breng ons terug naar Frankrijk in vrede... en u zult gezegend worden door 30 miljoen Fransen, en door alle dienaren en verlichte vrienden van de keizer".
Caulaincourt was van mening dat degenen die de expansionistische ambities van Napoleon versterkten geen goede dienaren van de keizer waren en zag in zijn inzet voor de vrede integendeel een echte markering van loyaliteit aan de Franse keizer en het napoleontische regime. Hij rechtvaardigt in dit verband de soms ernstige kritiek die hij op Napoleon heeft geuit, evenals de excessen van zijn diplomatieke handelingen. Olivier Varlan contrasteert zo de ethiek van Caulaincourt, met zijn niet aflatende toewijding en steun aan de keizer, vergeleken met die van andere persoonlijkheden van het regime zoals bijvoorbeeld Talleyrand, die hun politieke carrières na de val van Napoleons rijk probeerden te verzekeren door talrijke politieke omwentelingen uit te voeren.
Hoewel de discussies tussen de twee mannen soms stormachtig waren, zag Napoleon in Caulaincourt "een man met een hart en van gerechtigheid".

### Minister Buitenlandse Zaken - Waterloo - lid regeringscommissie

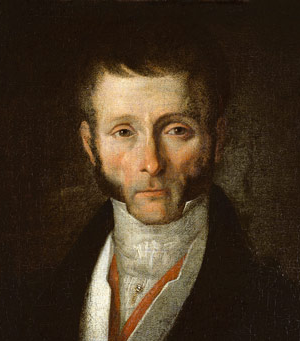
Joseph Fouché.

Tijdens de Honderd Dagen herwon Caulaincourt dankzij de teruggekeerde Napoleon zijn waardigheid als grand écuyer en zijn ministerie bij Buitenlandse Betrekkingen. Met de benoeming trachtte de Franse keizer de andere heersers van Europa te overtuigen van zijn vredevolle intenties. Napoleon werd vrijwel meteen vogelvrij verklaard op het Congres van Wenen: dat vormde de aanleiding tot de (laatste) Zevende Coalitieoorlog en de ondergang van Napoleon in de Slag bij Waterloo. Caulaincourt was niet een getuige van de nederlaag: Napoleon had de hertog een spionage rol toegewezen, voornamelijk om de plannen van Fouché in Parijs te kunnen achterhalen.
Een laatste benoeming van Napoleon die hij aan Caulaincourt toekende was de titel van pair de France begin juni 1815.
Na Waterloo werd Caulaincourt lid van de voorlopige regeringscommissie en weigerde hij gebruik te maken van de paspoorten die Joseph Fouché hem aanbood om Frankrijk en de koninklijke politiediensten te ontvluchten. Maar tsaar Alexander, op wiens bescherming Caulaincourt wel had gehoopt, weigerde echter de opperstalmeester te ontvangen. Alexander liet echter wel Caulaincourts naam schrappen uit het verbodsbesluit (liste de proscription) van 24 juli 1815, dat voormalige Napoleon volgelingen ter dood veroordeelde.

### Afzondering - overlijden

Hertogelijk wapenschild van Caulaincourt.

Caulaincourt leidde vervolgens een afgezonderd bestaan, afwisselend in de Picardische landen van zijn voorouders en in Parijs. Hij was lid van de Parijse vrijmetselaarsloge "La Candeu".
Zijn tweede zoon, Hervé, werd geboren op 13 maart 1819. Het jaar daarop verscheen in Parijs een werk over de campagne van 1814, waarin een deel van zijn correspondentie met Napoleon tijdens het Châtillon-congres werd geciteerd. Caulaincourt stuurde vervolgens een brief naar verschillende kranten om te bevestigen dat hij deze correspondentie aan niemand had gecommuniceerd en om enkele verduidelijkingen te geven die hij nodig achtte voor wat er in het boek beschreven stond.
In deze brief gebruikte hij de term "Keizer" meerdere malen om te verwijzen naar Napoleon, wat achteraf voor problemen zou zorgen. Royalistische kringen zagen dit als een aanval op de persoon en het gezag van de Franse koning, en er werden gerechtelijke stappen ondernomen tegen Caulaincourt, maar het koninklijke hof verklaarde uiteindelijk dat er geen reden was om hem te vervolgen voor de "ongepaste" typering.
Caulaincourt stierf te Parijs aan maagkanker. Hij ligt begraven op de begraafplaats van Père-Lachaise (29ste divisie). De naam van Caulaincourt staat vermeld op de Arc de Triomphe. Een straat in het 18de arrondissement van Parijs draagt zijn naam, evenals een aan die straat gelegen metrostation.